# Titre honorifique chinois
En Chine populaire, à Taïwan, à Singapour et plus généralement dans les sociétés de langue chinoise, un titre honorifique est attaché au nom de famille de la personne à qui on s'adresse. Si on ne s'adresse pas à un membre de la famille, un ami ou un collègue de rang égal ou inférieur, il est considéré comme impoli d'utiliser le nom de la personne seul.

## Titres de politesse
Les titres les plus communs sont similaires aux "Monsieur", "Madame", "Mademoiselle", utilisés en français, mais ces titres suivent généralement le nom de la personne, et peuvent aussi être utilisés seuls. 

### Hommes
- Xiānshēng 先生 (premier-né, M.) : ce terme est normalement utilisé comme marque de respect pour s'adresser à un homme, ainsi que pour s'adresser à un policier. Réservé à l'origine aux professeurs, médecins, avocats, etc., son usage s'est étendu à l'époque de la République de Chine à tous les citoyens masculins. Il peut suivre le nom de famille ou le prénom, le premier cas étant plus fréquent (ainsi, « monsieur Jiang » est 蔣先生, Jiǎng xiānshēng), mais dans un contexte plus formel, les prénoms sont utilisés comme s'ils constituaient un prénom social à deux caractères (ainsi, Chiang Ching-kuo est « monsieur Ching-kuo » : 經國先生, Jīngguó xiānshēng). Ce titre peut être cumulé avec des titres officiels pour témoigner davantage de respect (ainsi, Chiang Ching-kuo peut être désigné comme « le Président Chiang, monsieur Ching-kuo » : 總統 蔣經國先生, Jiǎng zǒngtǒng, Jīngguó xiānshēng).

Selon Xinran, journaliste Anglo-Chinoise au "Guardian", dans son ouvrage "Baguettes chinoises" (édité chez "Philippe Picquier", en janvier 2008, en francophonie), "Xiansheng" voudrait surtout dire "Monsieur", dans des campagnes chinoises (notamment de l' Anhui voire du Jiangsu), tandis qu'il signifierait plutôt "mari", dans les villes comme Nankin...
L'équivalent japonais est le titre sensei, utilisé cependant de façon plus restrictive. 
- Gōng 公  (seigneur, littéralement duc) : aujourd'hui, ce titre de respect est surtout utilisé pour des parents masculins décédés. À l'époque impériale, c'était un titre de noblesse équivalent à celui d'un duc (par exemple, le descendant le plus direct de Confucius recevait le titre de « duc Kung », 孔公, Kǒng gōng). Lorsqu'il était employé, il suivait toujours le nom de famille de la personne (par exemple, à Taïwan, Tchang Kaï-chek est désigné à titre posthume, comme le « seigneur Chiang » : 蔣公, Jiǎng gōng).

### Femmes
- Xiǎojiě 小姐 (litt. « petite femme », mademoiselle) : ce titre, qui suit le nom de famille (ou s'emploie seul), est employé pour une jeune femme célibataire.

- Tàitai 太太 (madame) : ce titre désigne une femme mariée. Il est ajouté après le nom de famille de l'époux, ou utilisé seul pour lui parler. Ce titre insiste sur l'âge et la parenté, il est utilisé dans un contexte familial et personnel, et pas dans un cadre officiel ou professionnel.

- Nǚshì 女士 (Ms.) : ce titre suit le nom d'une femme. Son utilisation a gagné en popularité ces dernières décennies, car il est indépendant de l'âge et du fait d'être ou non mariée ; en outre, il n'implique pas de subordination de la femme à son époux (ou à l'homme en général). C'est donc le titre favorisé dans un contexte plus formel, en particulier si l'âge et le statut marital de la femme sont inconnus.

- Fūrén 夫人 (madame, Mrs.) : traditionnellement utilisé pour une femme de haut rang, ce titre est tombé en désuétude, sauf dans un contexte très formel : ainsi, le président Hu Jintao et son épouse sont 胡锦涛主席和夫人, Hú Jǐntāo zhǔxí hé fūrén. Ce titre suit le nom complet ou le nom de famille du mari, ou peut être utilisé seul. Il sert aussi à s'adresser à une femme policier.

## Titres liés à une profession
Dans un contexte formel, des titres liés à la profession sont souvent employés. Comme les titres honorifiques, ils suivent le nom ou sont utilisés indépendamment si le contexte ne présente aucune ambiguïté. 

### Académique
- Lăoshī 老師 (« vieux maître ») désigne un enseignant.

- Xiàozhăng 校長 (« doyen de l'école ») s'adresse au principal d'une école. Contrairement à d'autres pays où existent des noms comme « président », « recteur » ou « chancelier », la Chine ne possède pas de titre spécifique pour le chef d'une université ; ce terme est donc également utilisé dans l'enseignement supérieur. Le mot zhăng (長) est adjoint au nom d'une institution pour se référer à son président.

- Jiàoshòu 教授 (confer instruction) s'adresse à un professeur.

- Xiānshēng 先生 (« ancien ») est un terme historique, inusité.

L'emploi du terme équivalent à docteur (博士, bóshì) est relativement peu répandu. Ce mot s'emploie aussi bien en référence au diplôme comme titre honorifique. Comme en Europe, les détenteurs d'un doctorat peuvent le substituer à xiānshēng ou nǚshì, mais cet usage est rare.

### Gouvernement, politique
- Tóngzhì 同志 (« camarade ») : ce terme est utilisé par les membres d'un parti politique entre eux. Son emploi s'est étendu à l'ensemble de la société à l'époque de Mao Zedong. Il est encore utilisé dans un cadre formel par les chefs du Parti communiste chinois et, moins couramment, par ceux du Kuomintang. Ce terme tombe néanmoins en désuétude car le sens contemporain désigne un homme homosexuel.

- Wěiyuán 委員 (« délégué ») : ce terme peut s'appliquer à tout membre d'un comité ou d'un conseil. Il était surtout fréquent dans le système de partis et de comités d'état employés par le KMT pour gouverner la Chine dans les années 1930 et 1940. Le Parti communiste chinois utilise aussi un système de comités, mais préfère le terme tóngzhì. Ainsi, les membres du parlement de la République de Chine sont désignés collectivement comme lifa weiyuan (« délégués législatifs »), et individuellement par leur nom de famille suivi de 'weiyuan, ou, plus formellement, par l'ensemble nom de famille + weiyuan + prénom + nushi / xiansheng (femme/homme).

- Zhǔxí 主席 (« président ») : les leaders de certaines organisations, dont des partis politiques, emploient ce titre. En particulier, on l'applique à Mao : Máo Zhǔxí Tsédong.

### Médecine
- Yīshēng 醫生 (« érudit en médecine »), le plus couramment utilisé pour s'adresser à un docteur, aussi bien en médecine chinoise traditionnelle qu'en médecine occidentale.

- Yīshī 醫師 (« maître en médecine »), titre plus formel, pour un spécialiste de la médecine chinoise traditionnelle.

- Dàifū 大夫 (« grand homme »), titre qui désignait autrefois un officiel de haut rang, maintenant utilisé couramment pour un médecin.

- Xiānshēng 先生 (« ancien ») est un terme historique qui n'est plus employé.

### Arts martiaux
Une liste des titres employés pour les maîtres en arts martiaux. Pour chaque titre, la prononciation en gras est la transcription de celle du mandarin standard. En italique figure la prononciation en cantonais, plus connue en occident. 
- Shīfu (Sifu) 師父 (littéralement « père enseignant ») est utilisé pour s'adresser à son propre instructeur en arts martiaux. Peut aussi désigner un enseignant de façon générale.

- Shīgōng (Sigung) 師公 (littéralement « grand-père enseignant ») est utilisé pour s'adresser à l'instructeur de son propre instructeur.

- Shīmǔ (Simo) 師母 (littéralement « mère enseignante ») correspond à la femme du Shifu.

- Zōngshī 宗師 (« maître ancestral »), au sens strict le fondateur d'une discipline (宗派), est utilisé pour s'adresser à un grand maître.

### Sources
- (en) Cet article est partiellement ou en totalité issu de l’article de Wikipédia en anglais intitulé « Chinese titles » (voir la liste des auteurs).